# شاباست
شاباست (به انگلیسی: Shawbost) یک روستا در بریتانیا است که در هبریدهای بیرونی واقع شده‌است.